# 七氧化二锝

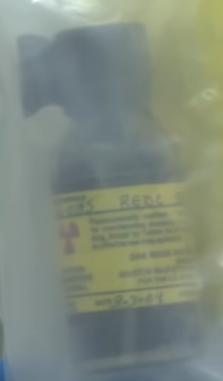
七氧化二锝试剂包装

七氧化二鎝（Tc2O7），又稱氧化鎝、氧化鎝（Ⅶ）或高锝(酸)酐。七氧化二鎝是鎝最常見的氧化物，呈黃色。
七氧化二鎝和一般的金屬氧化物不同。它有挥发性，有此類似性質的還有七氧化二铼、四氧化锇以及不稳定的七氧化二锰和四氧化钌等。七氧化二锝的末端和桥接 Tc−O 键分别为 167pm 和184 pm ，而Tc−O−Tc 键角为 180°。

## 製備
七氧化二鎝可藉由在氧气中加熱鎝至450至500℃以上時製得：
4 Tc + 7 O2 → 2 Tc2O7
它也可以由三氧化锝歧化而成。
{\displaystyle {\ce {3 TcO3 -> Tc2O7 + TcO2}}}

## 性质
七氧化二锝是一种浅黄色的吸湿性的针状晶体。它是正交晶系的，空间群 Pbca (No. 61)，晶格参数 a = 1375.6 pm、b = 743.9 pm 和c = 561.7 pm。它可溶于水，形成高锝酸 HTcO4，在浓度高时为粉红色。
Tc2O7 + H2O → 2 HTcO4
七氧化二鎝也能直接和氫氧化鈉發生酸鹼中和反應，產生高锝酸钠：
Tc2O7 + 2 NaOH → 2 NaTcO4 + H2O